# Abraham Ruchat
Abraham Ruchat, né le 27 février 1680 à Vevey et mort le 29 septembre 1750 à Lausanne, est un théologien protestant et historien suisse. 

## Biographie
Après avoir fait des études de théologie à l'Académie de Lausanne, il fut consacré pasteur en 1702. Entre 1704 et 1709, il poursuivit sa formation à Berne, Berlin et Leyde. À son retour, il exerça le ministère pastoral à Aubonne et à Rolle de 1709 à 1721, avant d'être nommé professeur de rhétorique et gymniasarque à l'Académie de Lausanne. Il fut recteur de 1736 à 1739 et enseigna la théologie jusqu'à sa mort. Il participe également à la formation des pasteurs français au séminaire de Lausanne.
Abraham Ruchat est parfois considéré comme le premier historien vaudois. Pour ses travaux, il a notamment entretenu des correspondances avec Johann Jakob Scheuchzer. 
Dans l'affaire du Major Davel (qui fut condamné à mort pour avoir lutté contre le pouvoir bernois), Ruchat s'est plutôt positionné du côté de l'oligarchie bernoise et des collaborateurs vaudois.

## Publications
- Les Délices de la Suisse (1714), par Abraham Ruchat, avec une introd. de Marcus Bourquin Genève : Slatkine, 1978.
- État et Délices de la Suisse, ou, Description historique et géographique des treize cantons suisses et de leurs alliés, Neuchâtel : S. Fauche, 1778.